# Stanisław Szmajzner

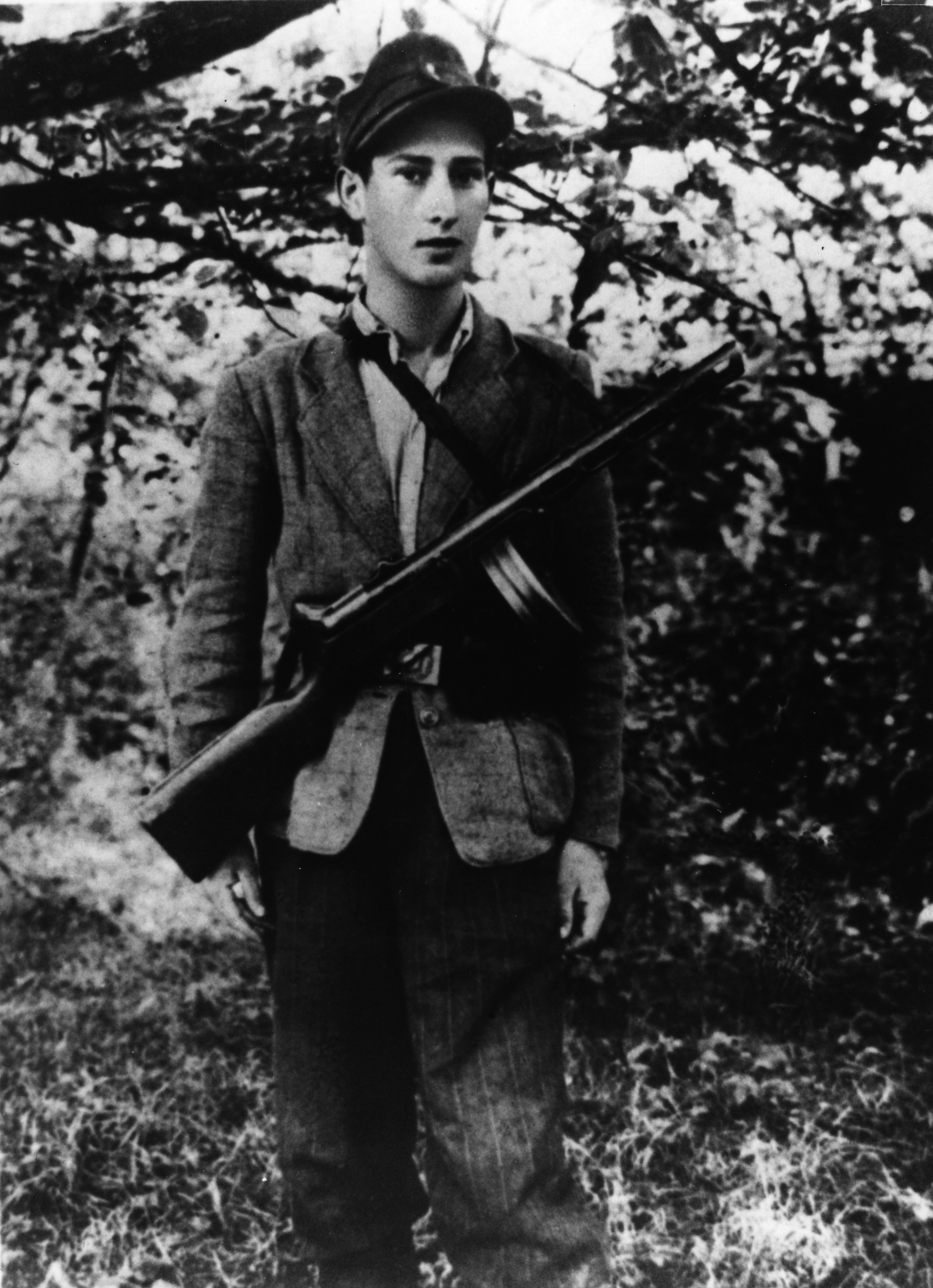
Stanisław Szmajzner

Stanisław Szmajzner, detto Szlomo (Puławy, 13 marzo 1927 – Goiânia, 3 marzo 1989), è stato un superstite dell'Olocausto e partigiano polacco naturalizzato brasiliano, uno dei pochi superstiti del campo di sterminio di Sobibór.

## Biografia
Stanisław Szmajzner, detto Szlomo, nacque nel 1927 a Puławy, nel voivodato di Lublino, da Josef e Posel Szmajzner. Aveva un fratello minore, Mosze, e una sorella, Ryrka, già maritata.
Szlomo, a soli 15 anni, fu deportato al campo di sterminio di Sobibór il 12 maggio 1942 con un trasporto di circa 2.000 ebrei provenienti dal ghetto di Opole Lubelskie, nella Polonia orientale. All'arrivo riuscì a scampare la selezione, poiché affermò di essere un orafo, e con lui poterono salvarsi anche il fratello Mosze, il cugino Noach (o Nojech) e il nipote Jankiel Rotter, insistendo sul fatto che aveva bisogno del loro aiuto. I genitori e la sorella furono invece subito assassinati nelle camere a gas.
Szlomo, in qualità di orafo, fu incaricato dal vice comandante del campo Gustav Wagner di creare accessori in oro per i membri delle SS usando le monete, i gioielli e i denti d'oro ricavati dalle vittime delle camere a gas. Sotto il comando di Franz Stangl, l'oreficeria fu chiusa e Szmajzner fu nominato caposquadra dell'officina meccanica. Più tardi, fu costretto a produrre le mine antiuomo che poi verranno posizionate lungo il perimetro del campo. Il suo lavoro gli garantiva accesso a tutte le sezioni del lager, ad eccezione del campo III, l'area in cui erano situate le camere a gas.
Szmajzner venne a conoscenza dei crimini di Sobibór attraverso i messaggi di un amico costretto a lavorare nelle camere a gas, consegnati segretamente da una guardia Volksdeutsche. Si unì dunque al gruppo di ebrei polacchi, guidati da Leon Feldhendler, che intendeva progettare una fuga dal campo; in seguito prese parte alla rivolta del 14 ottobre 1943. Nelle prime fasi della rivolta, fece parte di un gruppo di quattro prigionieri che uccise l'Oberkapo del campo per impedire che potesse denunciarli alle SS. Szlomo rubò anche tre fucili dall'armeria, consegnandone due ai prigionieri di guerra sovietici e insistendo per tenersi il terzo, che poi usò durante la fuga per sparare ad una sentinella.
Il fratello, il cugino e il nipote di Szmajzner non sopravvissero alla rivolta. Raggiunto il bosco, Szlomo entrò a far parte del gruppo partigiano di Aleksandr Aronovič Pečerskij, composto da 57 persone, ma per evitare di essere scoperti, i fuggitivi decisero successivamente di suddividersi in gruppi più piccoli. Del gruppo di 15 o 16 sopravvissuti di cui faceva parte, 12 o 13 furono uccisi in uno scontro con i nazionalisti polacchi; Szmajzner sopravvisse cadendo a terra e fingendosi morto.
Dopo la guerra, nel 1947, emigrò in Brasile, dove nel 1967 riconobbe Franz Stangl e, nel maggio 1978, anche Gustav Wagner alla stazione di polizia di San Paolo. Szmajzner ha scritto un libro sulle sue esperienze da adolescente nel campo di sterminio, pubblicato nel 1968 in Brasile. Insieme ai compagni sopravvissuti Thomas Blatt e Esther Terner-Raab, ha anche contribuito alla sceneggiatura del film Fuga da Sobibor del 1987, dove il suo ruolo fu interpretato dall'attore Simon Gregor. Szmajzner morì nel 1989.

## Opere
- Inferno em Sobibor: A tragédia de um adolescente judeu, Bloch Editores, 1968.